# Willendorf II

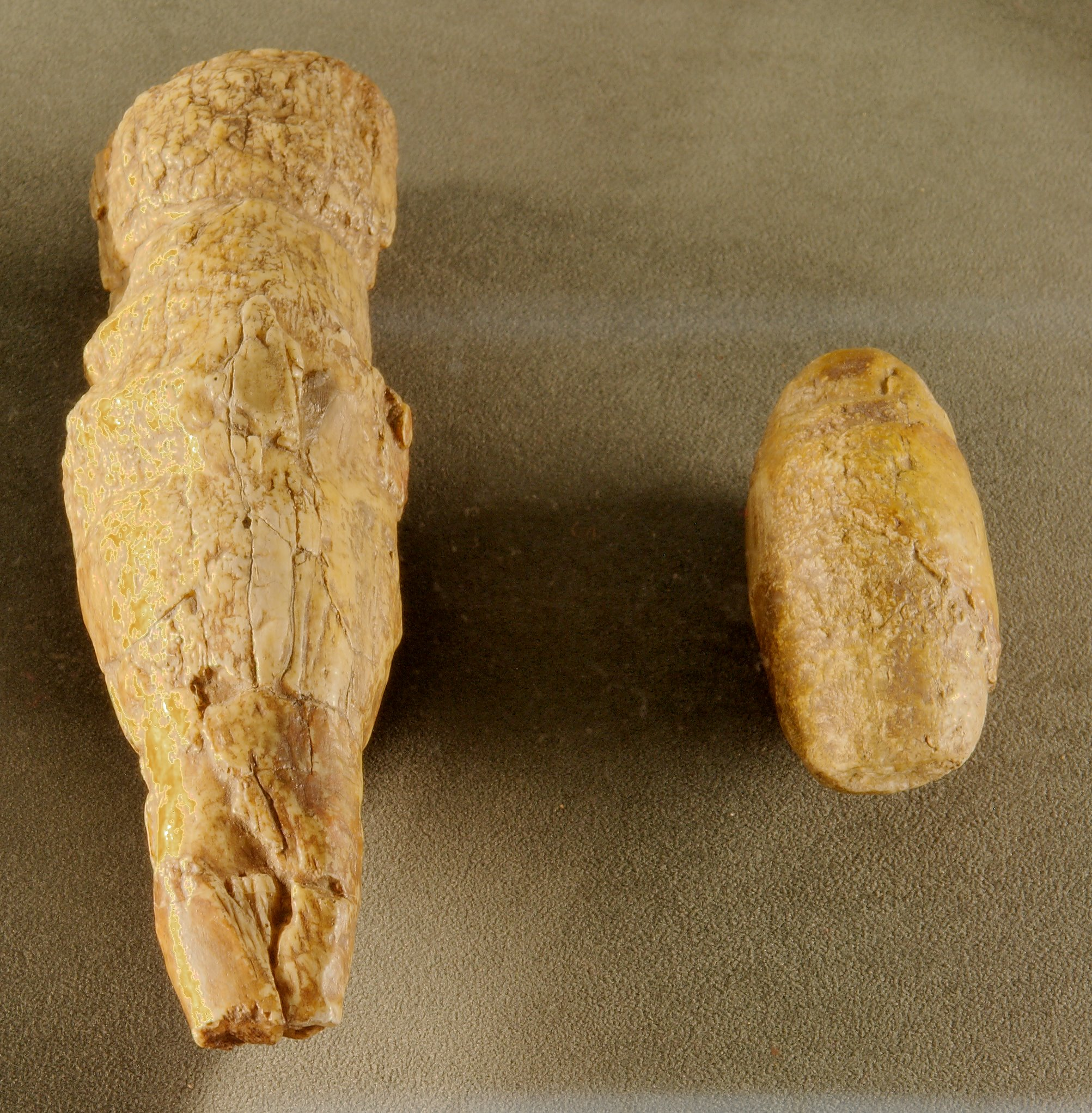
Figurki Wenus z Willendorfu II i III

Willendorf II – stanowisko o charakterze otwartym w którym poświadczona jest obecność warstw górnopaleolitycznych. Niniejsze stanowisko położone jest na terenie Austrii koło Krems an der Donau. Na stanowisku tym odkryto warstwy z okresu ok. 40 tys. lat temu gdzie znajdują się inwentarze oryniackie zaś w warstwach z okresu 30-24 tys. lat temu znajdują się przewodnie formy narzędziowe kultury graweckiej. W warstwach graweckich badacze odkryli antropomorficzną figurkę tzw. Wenus z Willendorf II, która znajduje się w Vienna Natural History Museum.